# Eurydice cavicaudata
Eurydice cavicaudata là một loài chân đều trong họ Cirolanidae. Loài này được Jones miêu tả khoa học năm 1971.